# اليد الميتة
اليد الميتة هو نظام تحكم آلي (بعض المصادر تشير إلى أنه نصف آلي) في الأسلحة النووية طوره الاتحاد السوفيتي.
وتزعم بعض المصادر بأن هذا النظام لا يزال مستخدمًا في الاتحاد الروسي ومثال على الردع بمبدأ التدمير الفاشل والدمار المتبادل المؤكد حيث يمكنه أن يطلق تلقائيًّا الصواريخ الباليستية الروسية العابرة للقارات بإرسال أمر من أعلى سلطة لهيئة الأركان العامة للقوات المسلحة وإدارة القوة الصاروخية الاستراتيجية.
عادة ما يتم إيقاف تشغيله ويفترض أن تفعيله أثناء الأزمات الخطيرة فقط ومع ذلك يقال إنه لا يزال يعمل بكامل طاقته وقادر على الخدمة كلما دعت الحاجة إليه مع العلم يوجد نظام مماثل في الولايات المتحدة يعرف باسم نظام اتصالات الصواريخ في حالات الطوارئ.